# Szekessya flavipennis
Szekessya flavipennis là một loài bọ cánh cứng trong họ Salpingidae. Loài này được Kulzer miêu tả khoa học năm 1957.